# Eupithecia longicorpus
Eupithecia longicorpus là một loài bướm đêm trong họ Geometridae.